# 練馬区立大泉学園中学校
練馬区立大泉学園中学校(ねりまくりつ おおいずみがくえんちゅうがっこう)は東京都練馬区大泉学園町にある公立中学校。2019年(令和元年)5月時点の生徒数は13学級488名である。

## 沿革
- 1962年
  - 4月1日 - 大泉中学校内に設立
  - 6月15日 - 現在地に移転
  - 6月20日 - 校章制定
- 1963年
  - 2月28日 - 体育館兼講堂落成
  - 8月21日 - プール落成
- 1968年3月8日 - 校旗制定
- 1971年1月1日 - 隣接私有地1650平方メートルを借用
- 1972年
  - 4月1日 - 八坂中学校の分離独立
  - 9月14日 - 上記借用地を買収
- 1973年4月1日 - 大泉西中学校の分離独立
- 1978年4月1日 - 大泉北中学校の分離独立
- 1981年4月1日 - 大泉学園桜中学校の分離独立
- 1988年12月23日 - 1423平方メートルを買収拡張
- 1993年6月24日 - 第二体育館落成

## 通学区域
関越自動車道の北側に東西に延びた学区となっている。
- 大泉町三丁目（33-40）
- 大泉町四丁目（38-49）
- 大泉学園町四丁目
- 大泉学園町五丁目（1-33）
- 大泉学園町六丁目（1-11）
- 大泉学園町七丁目（1-4）
- 大泉学園町八丁目（1-4）

## 進学前小学校
区立中学校選択制度があり学区外より通学してすることも可能であるが、学区指定による小学校は以下の通り。※印は小中一貫教育グループの構成校。
- 大泉学園小学校(※)
- 大泉学園緑小学校(※)
- 大泉第一小学校

## 学区内の主な施設
- 大泉郵便局
- 大泉病院

## 交通
- 西武バス（泉32、泉33ほか）大泉郵便局バス停より徒歩3分